# Cuijk en Sint Agatha

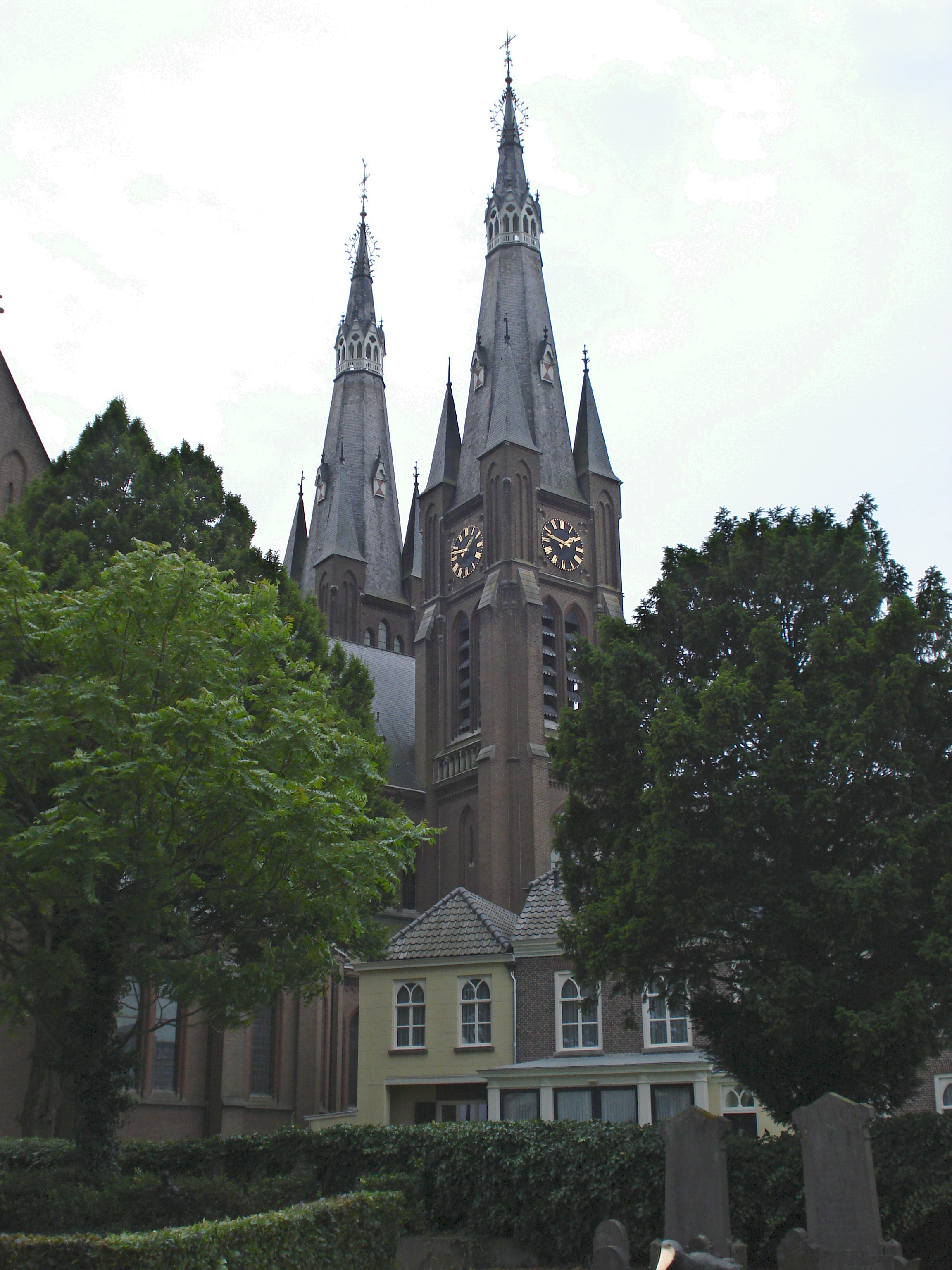
Cuijk, les tours de l'église Saint-Martin, XIXe siècle

Cuijk en Sint Agatha — ou en français Cuyk-Sainte-Agathe — est une ancienne commune des Pays-Bas dans le nord-est de la province du Brabant-Septentrional sur la rive gauche de la Meuse.

## Histoire
La commune est formée vers 1814 à la naissance du Royaume des Pays-Bas des localités Cuijk (chef-lieu), Vianen et Sainte-Agathe. En 1942, à la suppression de la commune de Linden, Groot-Linden est annexé à l'ancienne commune de Beers, mais Katwijk et le hameau Klein-Linden sont annexés à l'ancienne commune de Cuijk en Sint Agatha.
Une nouvelle répartition des communes est fait en 1994 et la commune, agrandi avec Haps et Beers (y compris Groot-Linden) prend le nom de Cuijk.